# Bahía de Mobile
La bahía de Mobile (del inglés: Mobile Bay) es una ensenada del golfo de México que se extiende por 56 km al norte, hacia la boca del río Mobile en el suroeste de Alabama, Estados Unidos. Tiene de 13 a 29 km de ancho y se adentra al golfo a través de un canal dragado entre la isla Dauphin y la península de Mobile Point.
Durante la guerra civil estadounidense fue el escenario de la batalla de la bahía Mobile.

## Historia

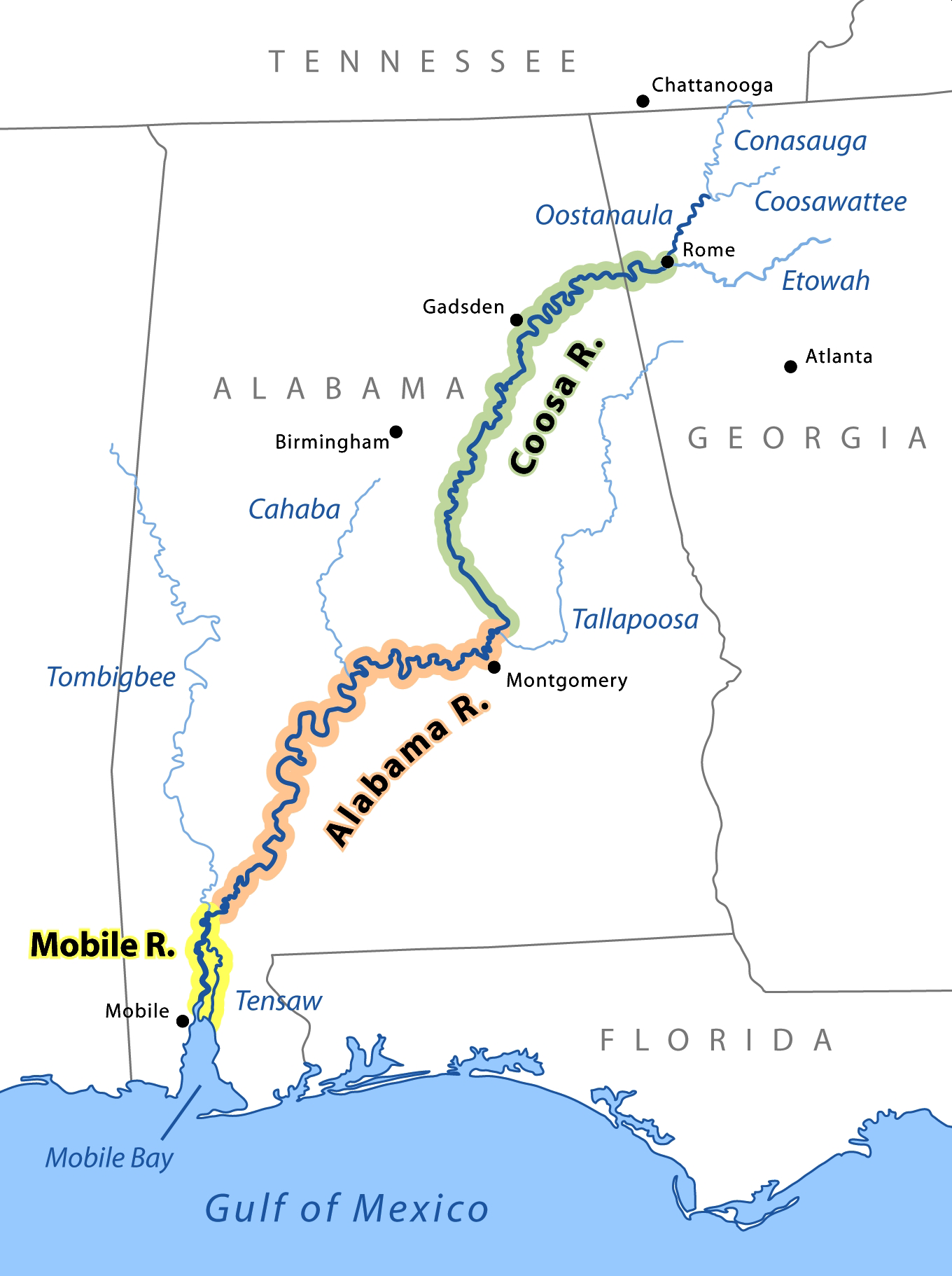
Mapa de los ríos Mobile, Alabama y Coosa, donde aparece en la desembocadura la bahía de Mobile

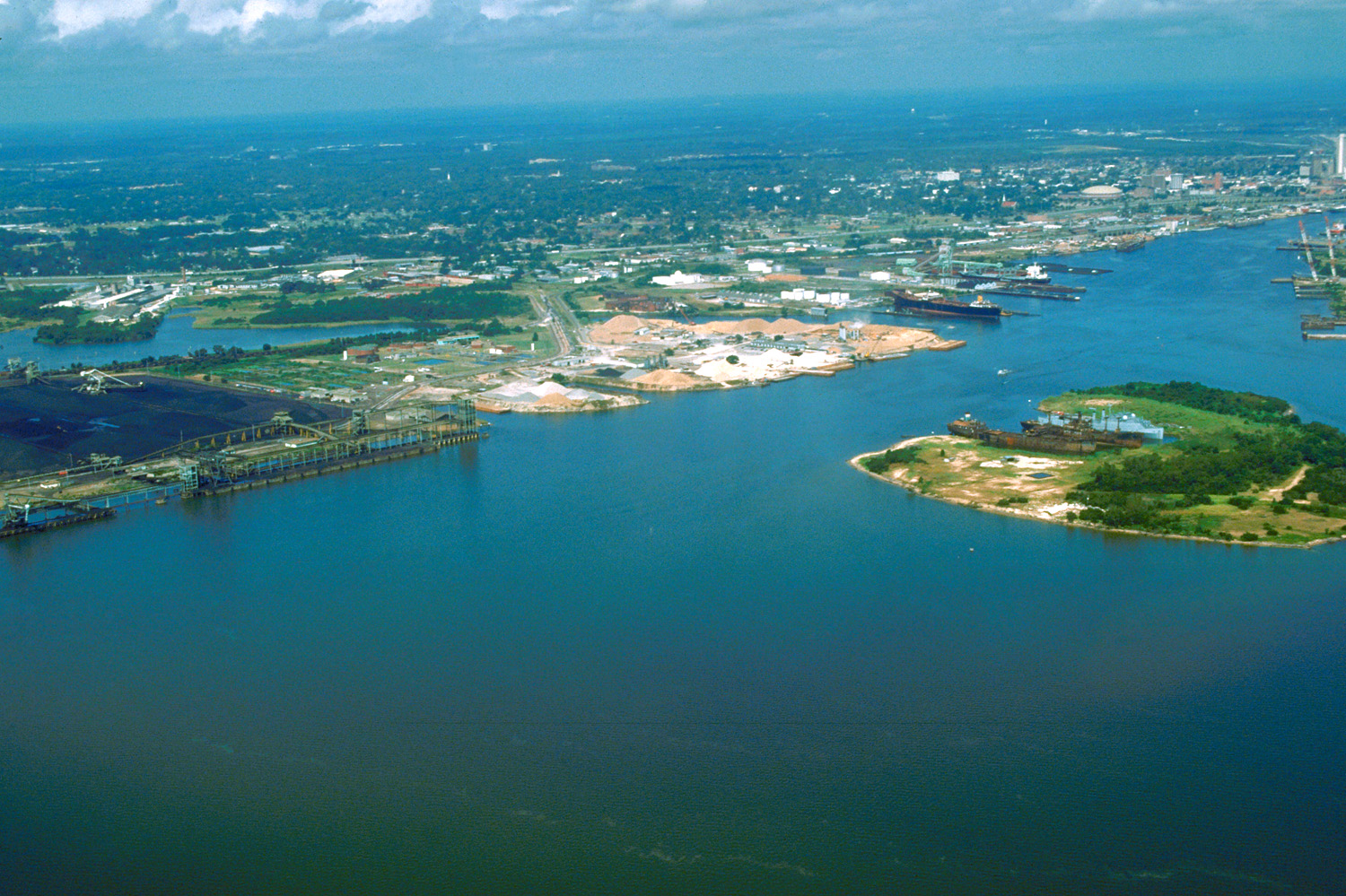
Vista aérea del puerto y la ciudad de Mobile, al fondo de la bahía

Los exploradores españoles navegaron en la zona de la bahía de Mobile ya en 1500, estando la bahía marcada en los primeros mapas como Bahía del Espíritu Santo. El área fue explorada con más detalle en 1516 por Diego de Miruelo y en 1519 por Alonso Álvarez de Pineda. En 1528, Pánfilo de Narváez viajó a través de lo que probablemente fuera el área de la bahía de Mobile, encontrándose con nativos americanos que huyeron y quemaron sus ciudades ante la proximidad de la expedición. Esta respuesta fue un preludio a los viajes de Hernando de Soto, más de once años más tarde.
Hernando de Soto exploró el área de la bahía y más allá en 1540, encontrando la zona habitada por los nativos muscoguis. Durante esta expedición sus fuerzas destruyeron la ciudad fortificada de Mauvila, también escrita Maubila, de la que derivaría más adelante el actual nombre de Mobile. Esta batalla con el jefe Tuscaloosa y sus guerreros tuvo lugar en el interior de la actual Alabama, bien al norte del sitio actual de Mobile. La siguiente gran expedición fue la de Tristán de Luna y Arellano, en su infructuoso intento de establecer una colonia permanente de España cerca de Pensacola en 1559.
A pesar de que la presencia de España en la zona había sido esporádica, los franceses crearon un puerto de aguas profundas en la Isla Dauphin y fundaron Mobile, la capital de la Luisiana francesa, a unas pocas millas al norte de la bahía de Mobile, a orillas del río Mobile en 1702. El asentamiento original de Fort Louis de la Mobile se trasladó en 1711 a la cabeza de la bahía de Mobile tras una serie de inundaciones.
Durante la guerra civil estadounidense la bahía de Mobile fue utilizada como un importante puerto para los barcos que burlaban el bloqueo unionista (blockade runners) que llevaban los suministros muy necesarios para la Confederación. El 5 de agosto de 1864, en la batalla de la bahía de Mobile, el almirante David Farragut llevó una flotilla de la Unión a través de las defensas confederadas y selló uno de los últimos grandes puertos del sur de la bahía, cortando efectivamente otro puerto para recibir suministros. Un buen número de barcos hundidos de la Guerra Civil aún permanecen en la bahía, como el American Diver, el CSS Gaines, el CSS Huntsville, el USS Philippi, el CSS Phoenix, el USS Rodolph, el USS Tecumseh y CSS Tuscaloosa.